# قيزيل قوم

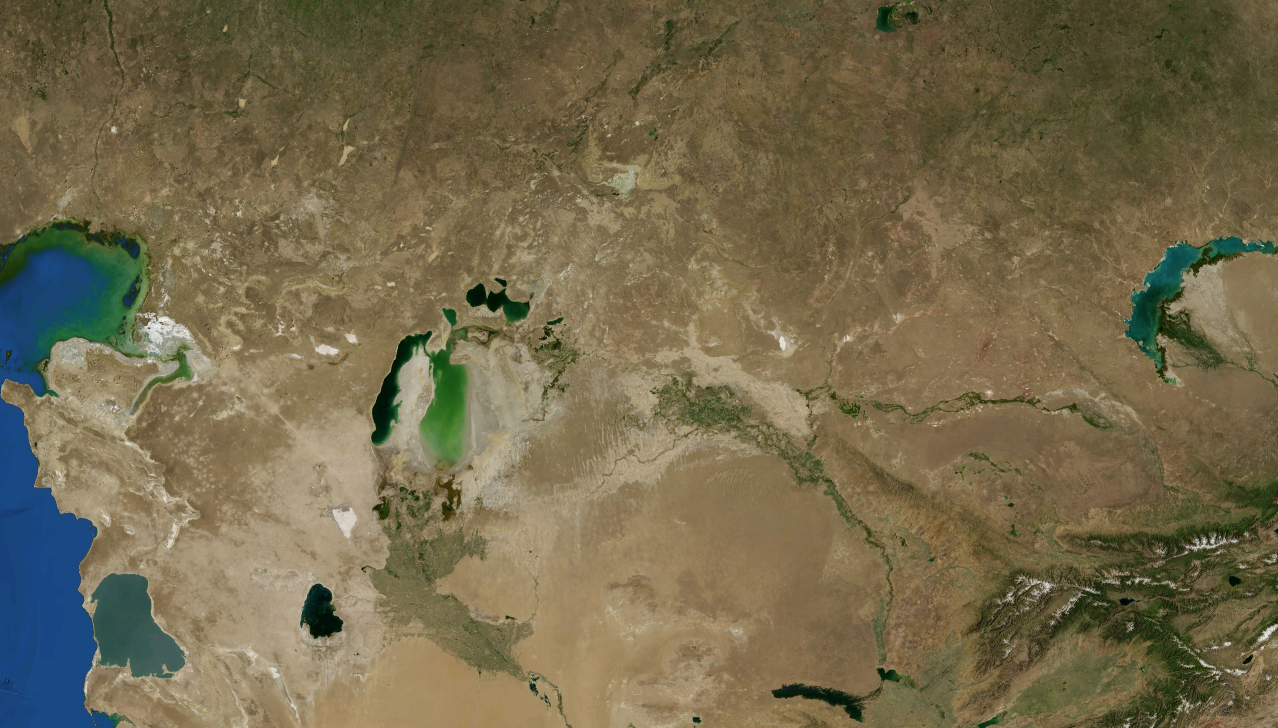
صورة فضائية لصحراء كيزيل كوم

قيزيل قوم (بالإنجليزية: Kyzyl Kum) هي الصحراء الحادية عشر كأكبر الصحاري في العالم، اسمها يعني باللغة الأوزبكية والكازاخستانية والتركية الرمل الأحمر. تقع صحراء كيزيل كوم في آسيا الوسطى بين نهري أمو داريا وسير داريا، تتموضع الصحراء بين كازاخستان وأوزبكستان و(تركمانستان جزئيا)، تبلغ مساحة الصحراء حوالي 298,000 كيلومتر مربع (حوالي 115,000 ميل مربع).

## الجغرافيا
تتكون الصحراء أساسا من سهل واسع على ارتفاع يصل إلى 300 متر (1000 قدما) فوق مستوى سطح البحر، مع عدد من المنخفضات والمرتفعات وتغطي معظم الصحراء الكثبان الرملية، وهناك أيضا بعض الواحات المنتشره في مناطق مختلفة من الصحراء، وهناك العديد من المستوطنات الزراعية على طول الأنهار الموازية للواحات، درجات الحرارة غالبا ما تكون عالية جدا خلال أشهر الصيف في الفترة من منتصف مايو حتى منتصف سبتمبر، وسجلت منطقة الكركي الواقعة على ضفاف نهر آمو داريا درجة حرارة بلغة 51.7 في تموز / يوليو 1983.

## حيوانات الصحراء
حيوانات الصحراء تشمل الحيوانات المهاجرة من فصل الشتاء من الجزء الشمالي من الصحراء، وتشمل الصحراء على : ظبى سايغا، وعلى سحلية كبيرة في الصحراء تسمى غريسوس فارانوس التي تصل طولها 1.6 متر (5 قدم)، وهناك محميات طبيعة في صحراء كوم كيزيل مثل المحمية الاحتياطية في مقاطعة بخارى، التي تأسست في عام 1971، وتبلغ مساحة المحمية 101000 كيلومتر مربع (حوالي 39000 ميل مربع) وتشمل المحمية على الحيوانات التالية: دير بخارى، الخنزير البري، والنسر الذهبي.
وهناك محمية أخرى تسمى محمية دجيران الاحتياطية، تقع على بعد 40 كيلومترا إلى الجنوب من بخارى، وتبلغ المساحة الإجمالية لهذه المحمية 51450 كيلومتر مربع (حوالي 20000 ميل مربع)، وتعتبر هذه المحمية مخصصة لتربية الحيوانات النادرة مثل : حيوان غويتيرد والغزال الفارسي وحيوان كولان والحبارى الحنطية، تأسست المحمية في عام 1977.